# Casco Viejo (Panama)
Casco Viejo (Spanisch für Altstadt), auch Casco Antiguo oder San Felipe genannt, ist das historische Viertel von Panama-Stadt. 1673 wurde hier nach der fast kompletten Zerstörung der vorhergehenden Stadt Panamá Viejo 1671 in Zusammenhang mit Piratenattacken eine neue Siedlung errichtet; dabei wurde der Grundriss der Stadt praktisch als rechteckiges Planquadrat angelegt, was damals als klassisches Modell einer Siedlung der eingeborenen Bevölkerung galt. Das Viertel wurde 1997 zum UNESCO-Weltkulturerbe erklärt.

## Geschichte

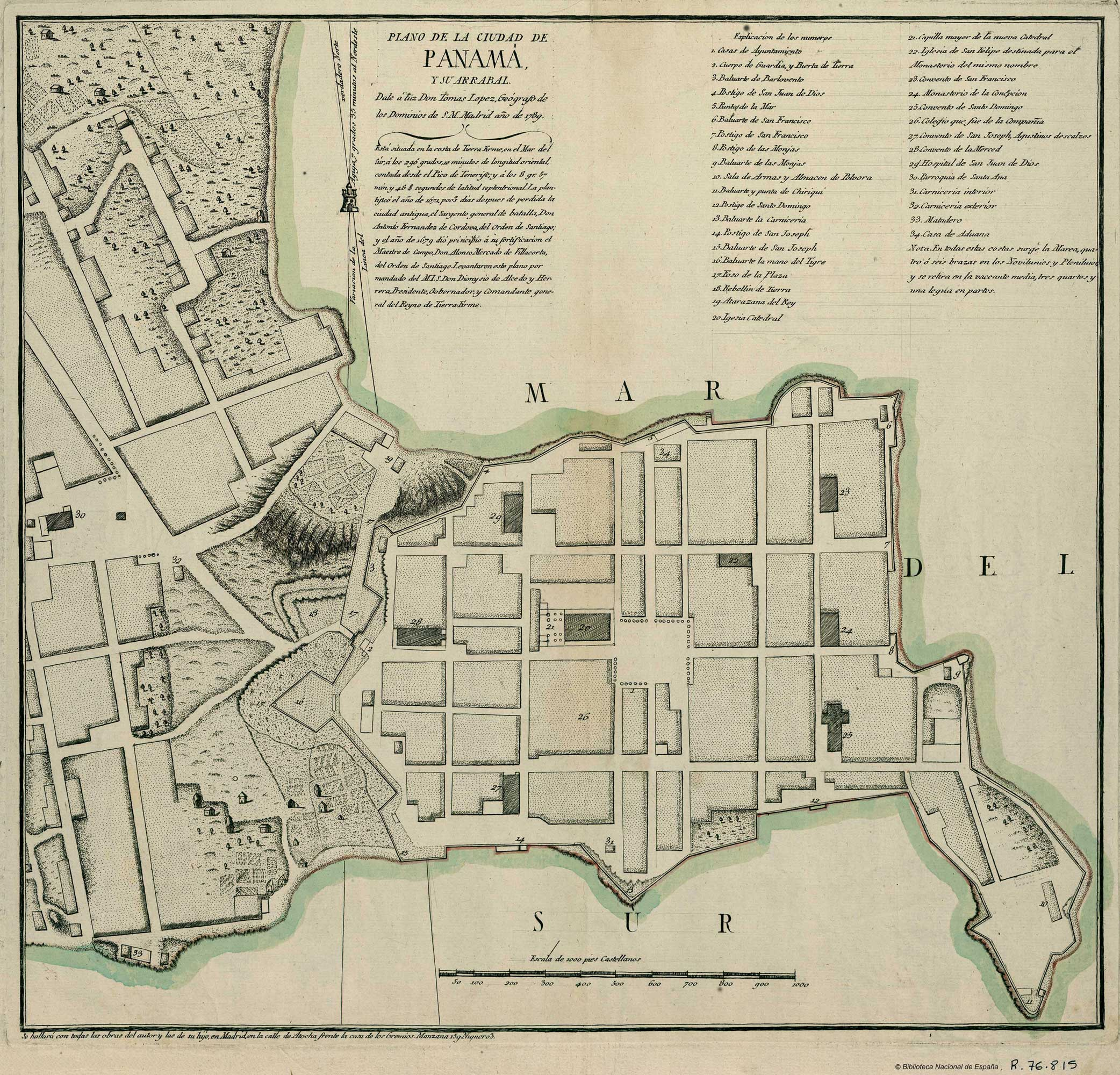
Karte von 1789 mit Vororten

Die ursprüngliche Stadt Panama wurde am 15. August 1519 gegründet und existierte 152 Jahre. Im Januar 1671 ließ Gouverneur Juan Perez de Guzman die Stadt in Brand setzen, bevor der Pirat Henry Morgan sie angreifen und plündern konnte. 1672 regte der neue Gouverneur Antonio Fernández de Córdoba, ein mit Festungsbauten vertrauter früherer Soldat, den Bau einer neuen Stadt an, die dann am 21. Januar 1673 etwa 18 km vom Standort der ursprünglichen Stadt auf einer ganz vom Meer umgebenen Halbinsel gegründet wurde, wobei viel Wert auf starke Schutzmauern gelegt wurde. Heute finden sich hier noch die ältesten Einrichtungen und Gebäude der modernen Panama-Stadt; lokal wird das Viertel Casco Viejo genannt. Im 18. Jahrhundert kam es zu einem großen Stadtbrand; die aktuellen Strukturen gehen zumeist auf das 19. und frühe 20. Jahrhundert zurück.

## Wichtigste Sehenswürdigkeiten
- Catedral Metropolitana, das wichtigste katholische Gotteshaus der Stadt.
- El Palacio de las Garzas, Amtssitz und Residenz des Präsidenten von Panama.
- Kirche und Konvent Franz von Assisi.
- San José-Kirche
- La Merced-Kirche
- Kirche und Konvent Santo Domingo
- Stadtpalast (Anfang des 20. Jahrhunderts)
- Palacio Nacional
- Nationaltheater von Panama
- Museum des Panamakanals
- Palacio Bolívar
- Plaza Bolívar
- Plaza Herrera
- Plaza de Francia
- Plaza de la Independencia

Gebäudeansichten
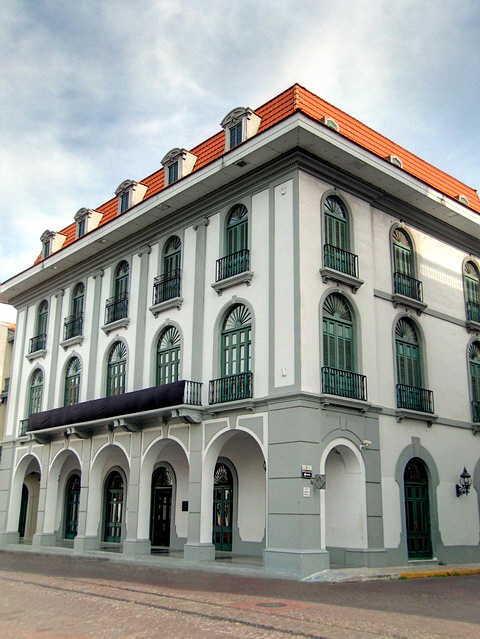
Museum des Panamakanals
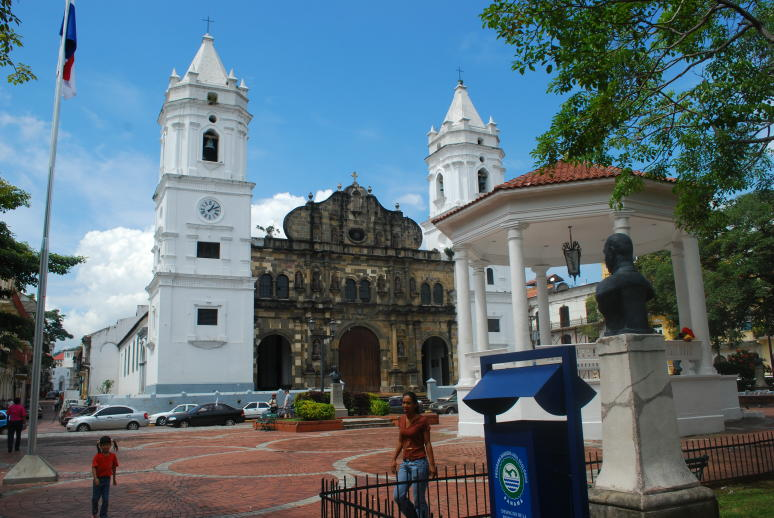
Plaza de la Independencia
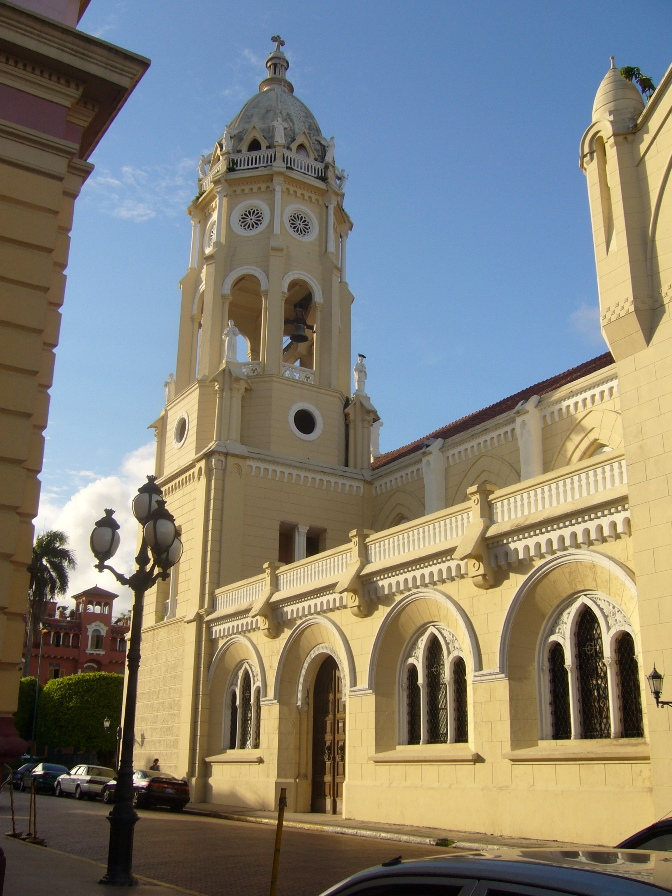
San Francisco
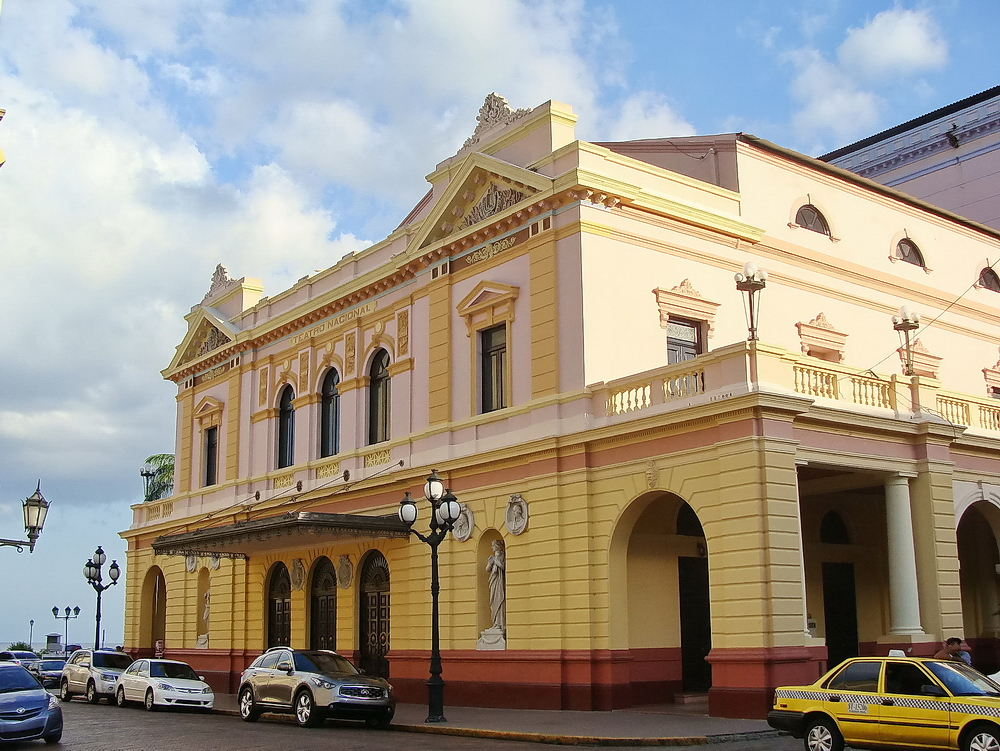
Nationaltheater
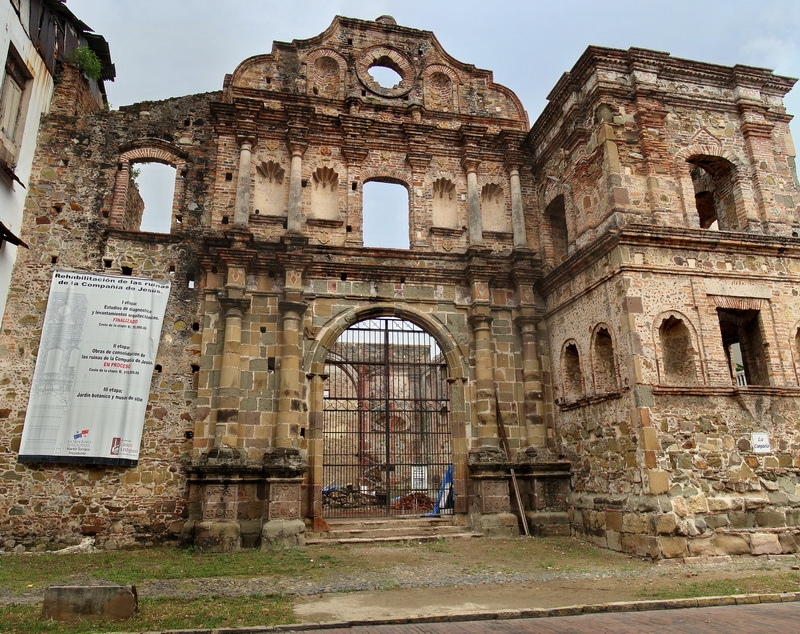
Jesuitenkirche
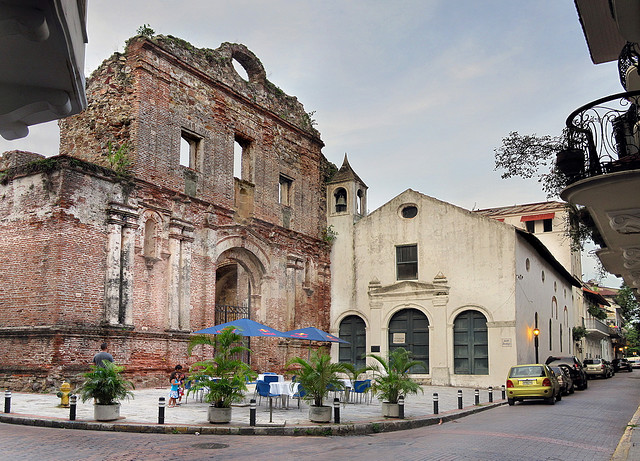
Konvent Santo Domingo
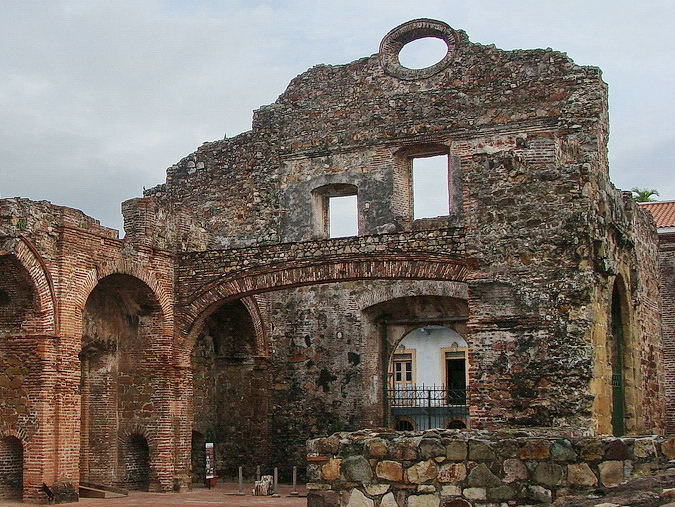
Chato-Bogen
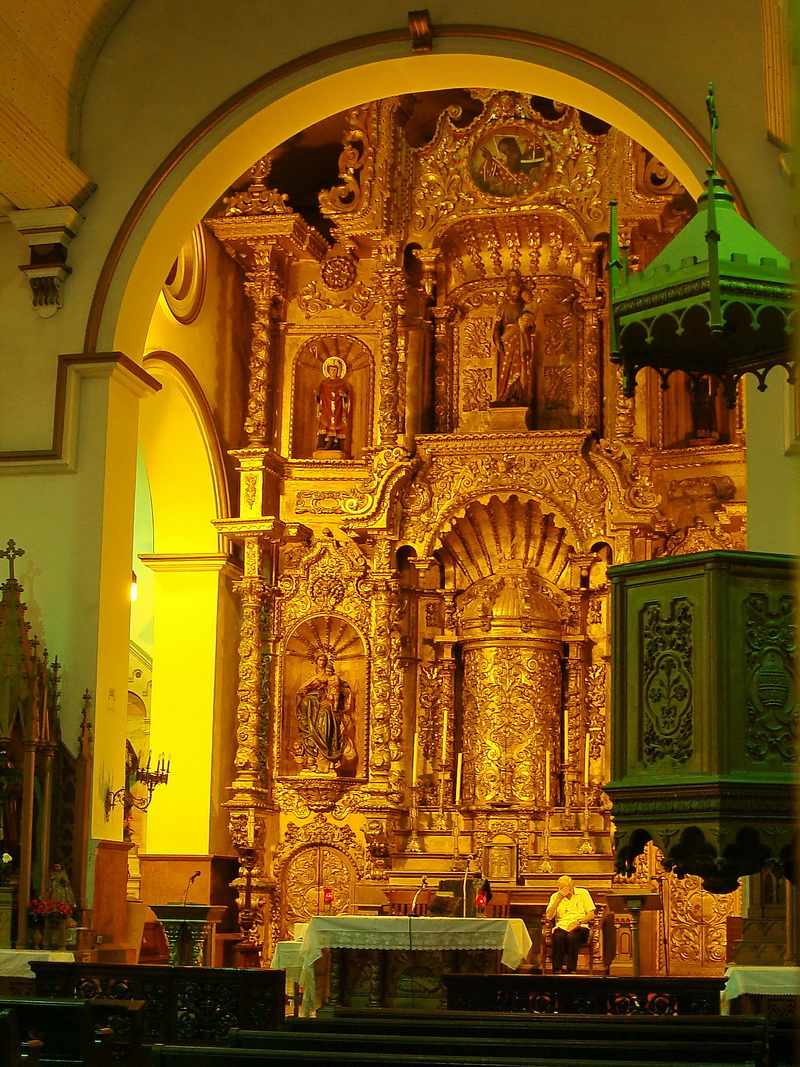
San José
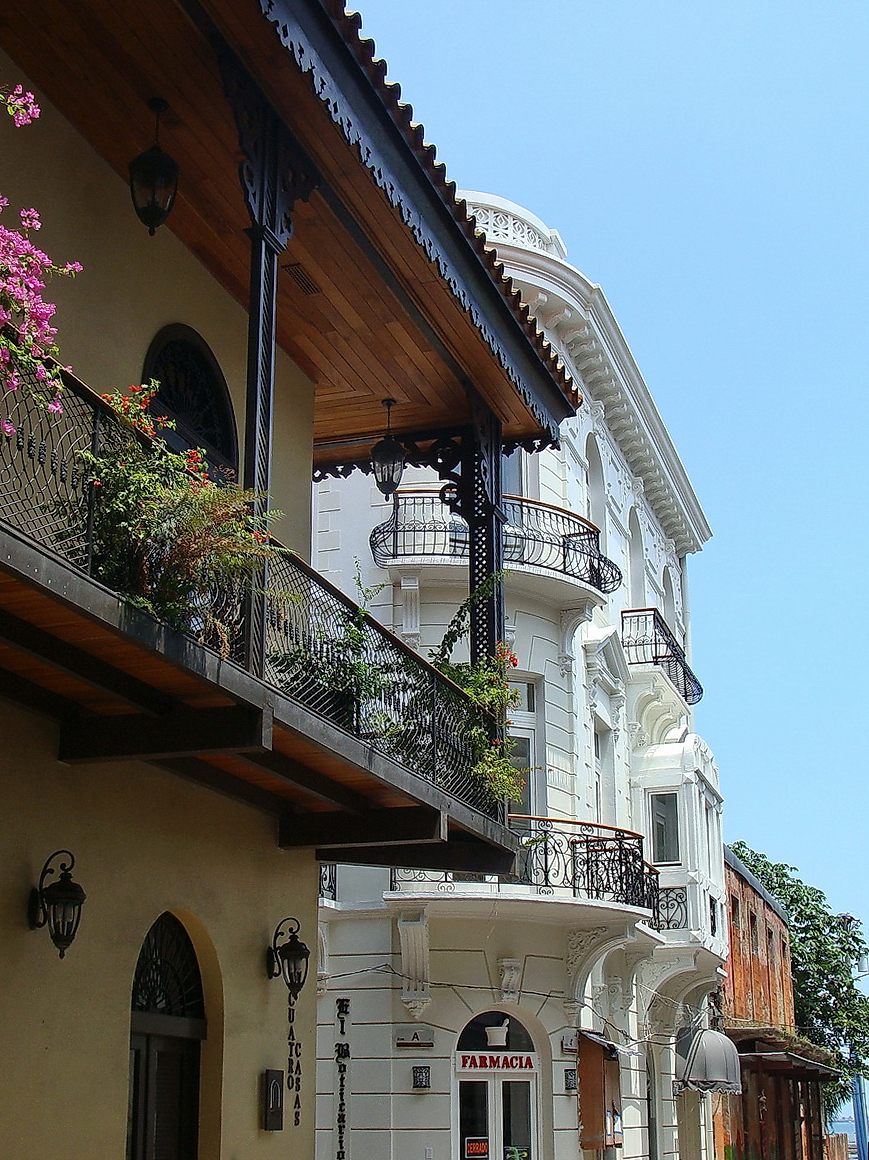
Typische Häuser
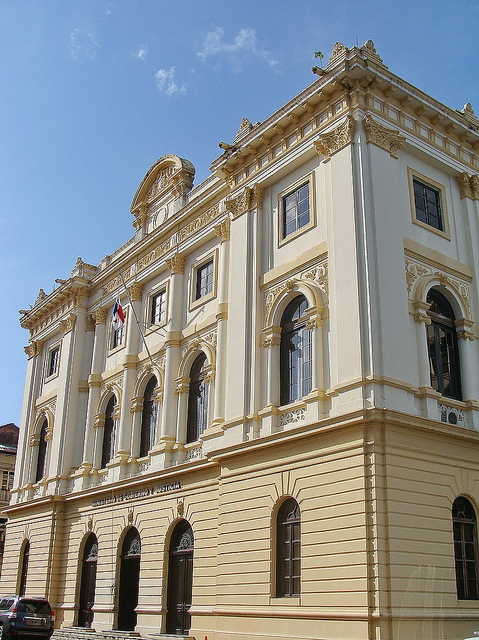
Palacio Nacional
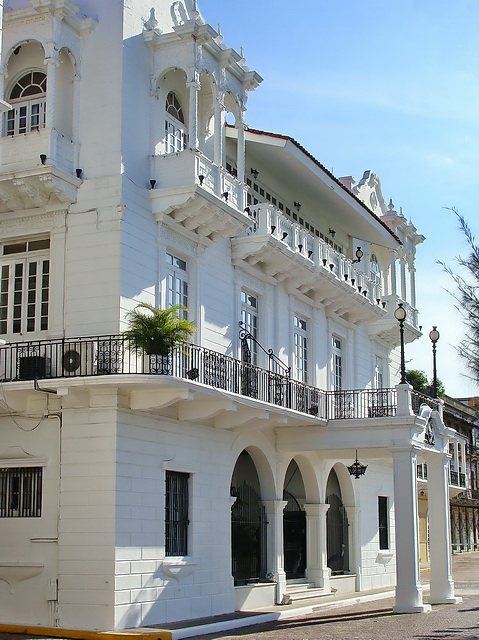
Palacio de las Garzas
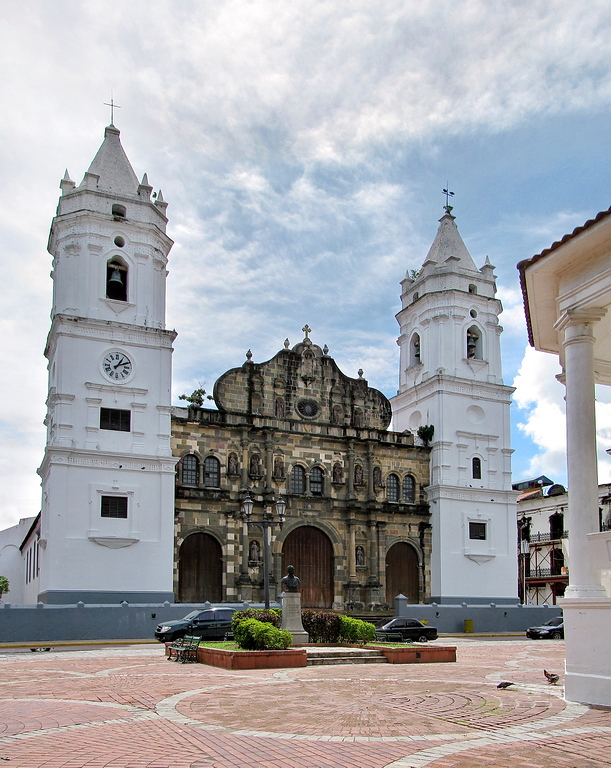
Kathedrale
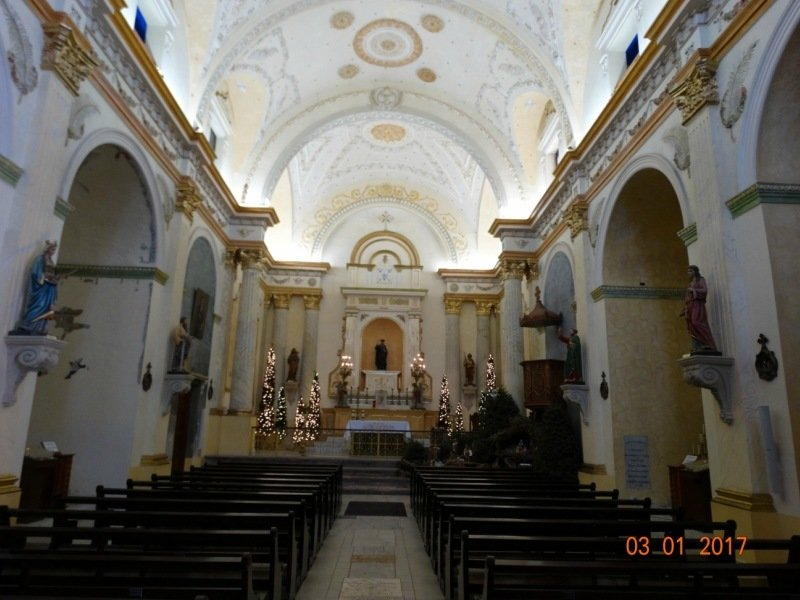
In der Kathedrale
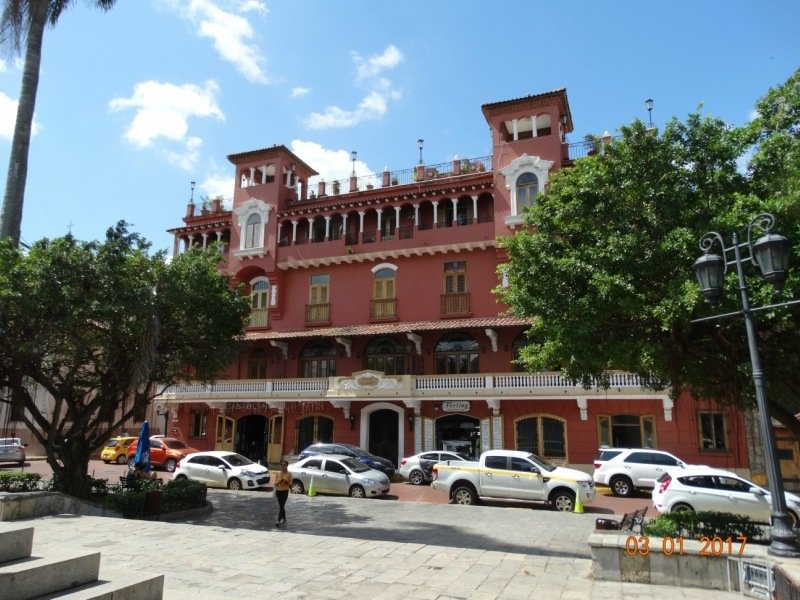
Bolivar Platz